# 세가소닉 더 헤지호그
세가소닉 더 헤지호그(SegaSonic the Hedgehog, セガソニック・ザ・ヘッジホッグ)는 세가가 1993년에 발매한 소닉 더 헤지호그 시리즈의 아케이드 플랫폼 게임이다. 동시 3명이 플레이할 수 있으며, 트랙볼과 버튼으로 조작할 수 있다.

## 게임플레이
게임플레이는 마블 매드니스와 비슷하게 구성됐다. 플레이어 캐릭터로는 소닉 더 헤지호그와 레이 더 스퀄, 그리고 마이티 디 아르마딜로가 있다.

## 후속
소닉 제너레이션즈에서는 마이티와 레이를 찾는 광고판이 나온다. 2018년 여름말에 예정된 소닉 매니아 플러스에서 플레이어블로 추가되어 25년(마이티는 23년)만에 재등장한다.